# Borås Basket
Maillots
Actualités
Le Boras Basket est un club suédois de basket-ball appartenant au Championnat de Suède de basket-ball, en première division. Le club, fondé en 1952, est basé dans la ville de Borås.

## Historique
En 1999, Magic Johnson a nommé et sponsorisé le club (Magic M7 Boras) pour la saison 1999-2000, auquel il a disputé 5 matchs avec cette équipe.

## Palmarès
- Champion de Suède : 2020
- Finaliste du Championnat suédois : 1997 et 2000

## Entraîneurs successifs
- en cours :  Pat Ryan

## Joueurs célèbres ou marquants
- Magic Johnson (1999-2000)
- Trevor Ruffin (1999-2000)
- Greg Graham (1999-2000)
- / Ryan Zamroz (2011-2012)
- Michael Kingma (en) (2007-2009)